# Non mi uccidere (singolo)
Non mi uccidere è un singolo della rapper italiana Chadia Rodríguez, pubblicato il 16 aprile 2021.
Il brano è stato realizzato per la colonna sonora del film Non mi uccidere, adattamento dell'omonimo romanzo di Chiara Palazzolo, e vede la partecipazione dell'attrice protagonista Alice Pagani.

## Video musicale
Il video musicale ufficiale del brano è stato pubblicato il 19 aprile 2021 sul canale YouTube della cantante, ed è stato diretto dallo stesso regista del film, Andrea De Sica. Il videoclip presenta alcuni spezzoni del film intramezzati a scene originali con Chadia Rodríguez e Alice Pagani.

## Tracce
1. Non mi uccidere – 3:34